# Coppa di Corea del Sud 2025
La Coppa di Corea del Sud 2025, anche nota come Hana Bank Korea Cup 2025 per motivi di sponsorizzazione, è la 30ª edizione della coppa nazionale sudcoreana, iniziata l'8 marzo 2025 e con termine il 6 dicembre successivo.
La squadra campione in carica è il Pohang Steelers, che ha vinto la sua sesta coppa nazionale nell'edizione 2024.

## Calendario
Il sorteggio si è tenuto il 12 febbraio 2025 a Seul e ha deciso il tabellone dell'interno torneo fino agli ottavi di finale.
| Turno            | Incontri     | Squadre rimanenti | Squadre partecipanti | Entranti in questo turno                                                  |
| ---------------- | ------------ | ----------------- | -------------------- | ------------------------------------------------------------------------- |
| Primo turno      | 8-9 marzo    | 59                | 30                   | 8 squadre di K League 5 10 squadre di K League 4 10 squadre di K League 3 |
| Secondo turno    | 22-23 marzo  | 44                | 15+17                | 4 squadre di K League 3 14 squadre di K League 2                          |
| Terzo turno      | 16 aprile    | 28                | 16+8                 | 8 squadre di K League 1                                                   |
| Ottavi di finale | 14 maggio    | 16                | 12+4                 | 4 squadre di K League 1                                                   |
| Quarti di finale | 2 luglio     | 8                 | 8                    | -                                                                         |
| Semifinali       | 20-27 agosto | 4                 | 4                    | -                                                                         |
| Finale           | 6 dicembre   | 2                 | 2                    | -                                                                         |

## Incontri

### Primo turno
| Squadra 1         | Risultato       | Squadra 2            |
| ----------------- | --------------- | -------------------- |
| Jinju Citizen     | 1 - 0           | Yeoncheon            |
| Dangjin Citizen   | 1 - 2           | Gangneung            |
| Jeonju OFC        | 0 - 6           | Pyeongtaek Citizen   |
| Hyochang          | 0 - 4           | Gijang United        |
| Cheongsol         | 0 - 5           | Pocheon Citizen      |
| Sejong SA FC      | 3 - 0           | Ulsan Citizen        |
| Yangcheon TNT     | 0 - 0 (3-4 dtr) | Geoje Citizen        |
| Incheon Seogot SM | 0 - 9           | Daejeon Korail       |
| Geonyung          | 1 - 5           | Namyangju Citizen    |
| Yangsan United    | 1 - 2           | Busan Transportation |
| Seoul Jungrang    | 0 - 3           | Paju Citizen         |
| Jamix             | 2 - 4           | Chuncheon Citizen    |
| Yangpyeong        | 1 - 1 (4-5 dtr) | Pyeongchang Utd      |
| Yeoju             | 3 - 3 (5-4 dtr) | Mokpo                |

### Secondo turno
| Squadra 1               | Risultato       | Squadra 2            |
| ----------------------- | --------------- | -------------------- |
| Siheung Citizen         | 2 - 2 (5-4 dtr) | Seongnam             |
| Hwaseong                | 1 - 0 (dts)     | Jinju Citizen        |
| Gangneung Citizen       | 1 - 0           | Chungnam Asan        |
| Ansan Greeners          | 3 - 1           | Pyeongtaek Citizen   |
| Gijang County           | 0 - 4           | Gimpo                |
| Cheonan City            | 1 - 0           | Pocheon Citizen      |
| Sejong SA               | 3 - 1           | Jeonnam Dragons      |
| Gimhae FC 2008          | 5 - 1 (dts)     | Geoje Citizen        |
| Daejeon KORAIL          | 1 - 0           | Chungbuk Cheongju FC |
| Changwon FC             | 1 - 1 (3-5 dtr) | Namyangju Citizen    |
| Busan Transportation    | 2 - 1           | Busan IPark          |
| Gyeongju KHNP           | 4 - 1           | Paju Citizen         |
| Incheon Utd             | 3 - 0           | Chuncheon Citizen    |
| Gyeongnam               | 0 - 3           | Pyeongchang United   |
| Bucheon FC 1995         | 3 - 1           | Yeoju FC             |
| Suwon Samsung Bluewings | 2-1             | Seoul E-Land         |

### Terzo turno
| Squadra 1            | Risultato   | Squadra 2               |
| -------------------- | ----------- | ----------------------- |
| Hwaseong             | 0 - 1       | Siheung Citizen         |
| Gangneung Citizen    | 1 - 2       | Daejeon Hana Citizen    |
| Jeonbuk Hyundai      | 3 - 0 (dts) | Ansan Greeners          |
| Gimpo                | 2 - 1       | Cheonan City            |
| Sejong SA            | 0 - 1       | FC Anyang               |
| Daegu                | 2 - 0       | Gimhae FC 2008          |
| Daejeon KORAIL       | 3 - 0       | Namyangju Citizen       |
| Busan Transportation | 1 - 2       | Suwon                   |
| Gwangju              | 2 - 0       | Gyeongju KHNP           |
| Incheon Utd          | 2 - 1 (dts) | Pyeongchang United      |
| Bucheon FC 1995      | 1 - 0       | Jeju SK                 |
| Gimcheon Sangmu      | 2 - 0       | Suwon Samsung Bluewings |

### Ottavi di finale
| Squadra 1            | Risultato       | Squadra 2       |
| -------------------- | --------------- | --------------- |
| Gangwon              | 2 - 1           | Siheung Citizen |
| Daejeon Hana Citizen | 2 - 3           | Jeonbuk Hyundai |
| Gimpo                | 2 - 1           | Pohang Steelers |
| FC Anyang            | 1 - 2           | Daegu           |
| Daejeon Korail       | 1 - 2           | Seoul F.C.      |
| Suwon                | 1 - 1 (3-4 dtr) | Gwangju         |
| Ulsan HD             | 3 - 0           | Incheon Utd     |
| Bucheon FC 1995      | 3 - 1 (dts)     | Gimcheon Sangmu |

### Quarti di finale
| Squadra 1  | Risultato | Squadra 2       |
| ---------- | --------- | --------------- |
| Gwangju    | 1 - 0     | Ulsan HD        |
| Gimpo      | 1 - 3     | Bucheon FC 1995 |
| Seoul F.C. | 0 - 1     | Jeonbuk Hyundai |
| Daegu      | 1 - 2     | Gangwon         |